# Glomerella phyllanthi
Glomerella phyllanthi är en svampart som beskrevs av H. Surendranath Pai 1970. Glomerella phyllanthi ingår i släktet Glomerella och familjen Glomerellaceae.   Inga underarter finns listade i Catalogue of Life.